# Arville (Bélgica)
Arville (en valón Årveye) es una sección de la comuna de Saint-Hubert situada en la Región Valona en la provincia de Luxemburgo.

## Galería

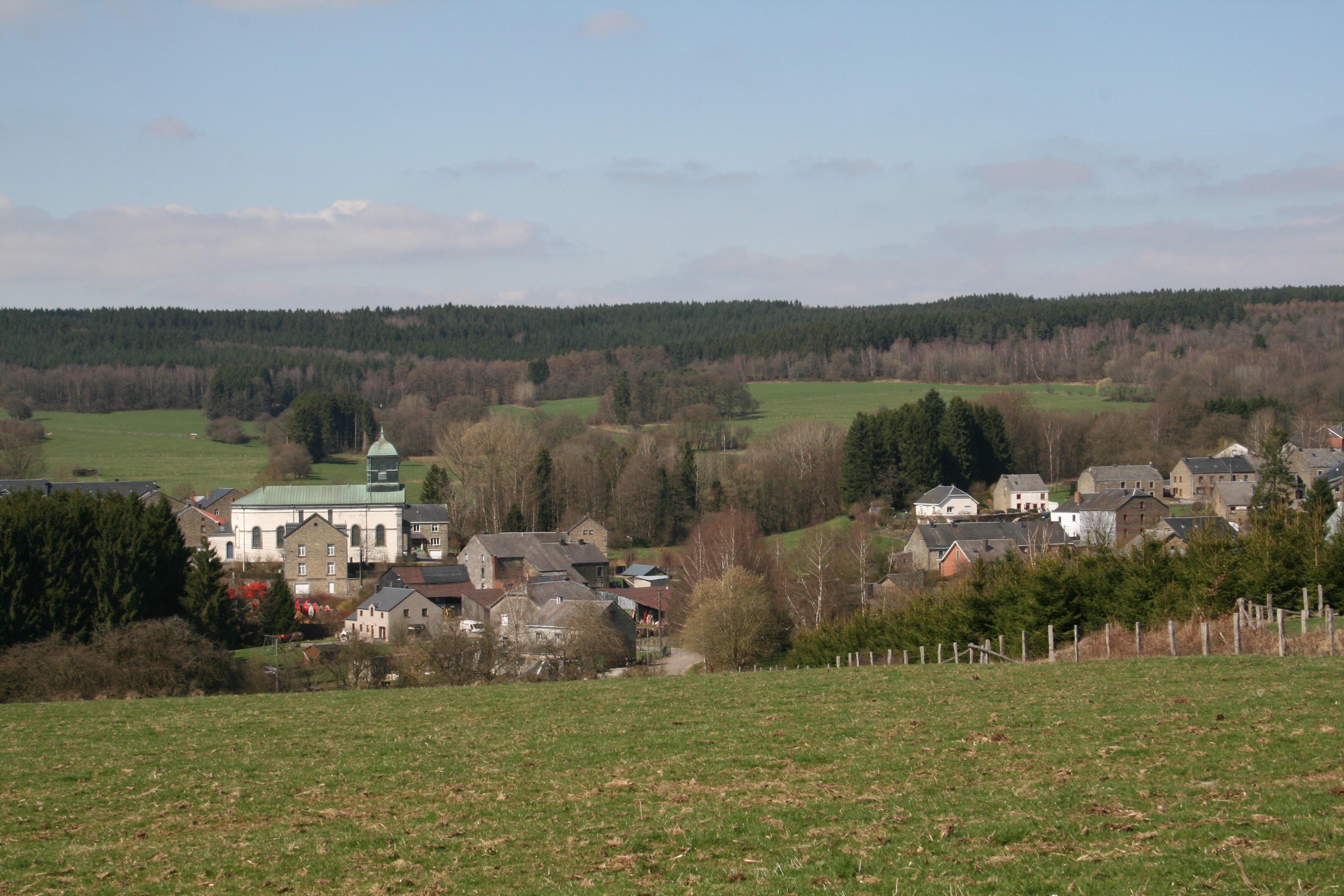
Le village vu depuis le sud.
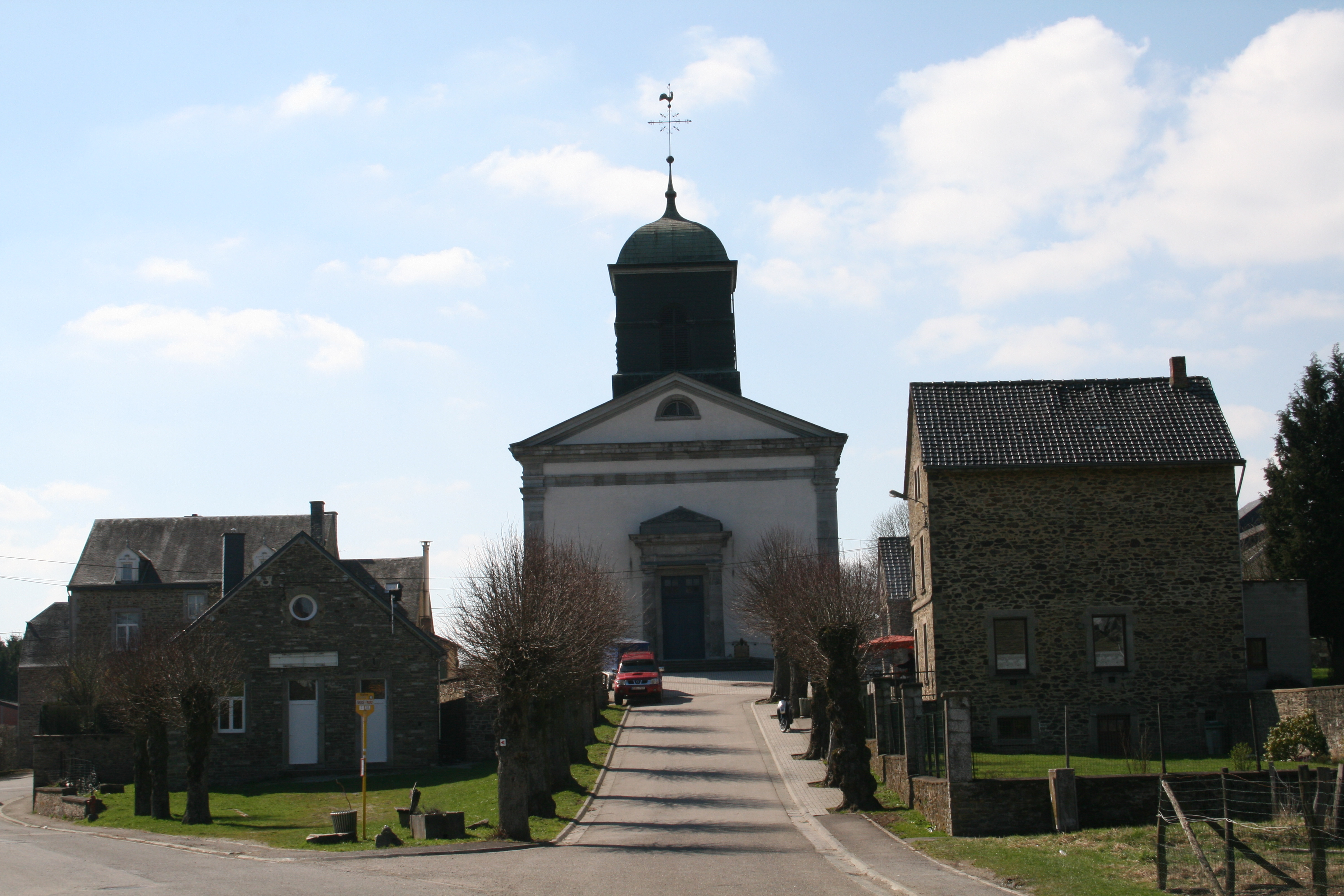
Iglesia de San Pablo (L'église Saint-Paul), 1828-1829.